# Чар (община Буяновац)
Чар (на сръбски: Чар или Čar; на албански: Çarri) е село в Югоизточна Сърбия, Пчински окръг, община Буяновац.

## Население
Албанците в община Буяновац бойкотират проведеното през 2011 г. преброяване на населението.
Според преброяването на населението от 2002 г. селото има 296 жители.

### Етнически състав
Данните за етническия състав на населението са от преброяването през 2002 г.
- албанци – 295 жители
- неизвестно -1 жител